# Allolepis texana
Allolepis texana är en gräsart som först beskrevs av George Vasey, och fick sitt nu gällande namn av Thomas Robert Soderstrom och H.F.Decker. Allolepis texana ingår i släktet Allolepis och familjen gräs. Inga underarter finns listade i Catalogue of Life.